# József Vasváry
József Vasváry, madžarski generalpodpolkovnik, * 1898, † 1984.